# Список детских железных дорог
Список детских железных дорог включает в себя как ныне действующие, так и разобранные или перепрофилированные детские железные дороги, а также неосуществлённые проекты таких дорог.
В список не вносятся различные аттракционы, которые не являются полноценными ДЖД (см. различия), но вносятся бывшие ДЖД, ныне функционирующие как аттракцион и не являющиеся более полноценными ДЖД.
Все детские железные дороги бывшего СССР имели ширину колеи в 750 мм, за исключением ДЖД в Красноярске (508 мм) и Одесского детского трамвая (1000 мм), поэтому ширина колеи для ДЖД бывшего Советского Союза в списке не указывается. Для ДЖД других стран следует указывать ширину колеи.
Список не является исчерпывающим. Пожалуйста, дополните его другими сведениями, если они Вам известны.

## В России
В столбцах «Протяжённость», «Количество станций» и «Тип» указаны современные данные. Исторические значения приведены в столбце «Примечания».
|     | Расположение                   | Название                                                       | Дата открытия       | Протяжённость, км | Количество станций | Тип       | Состояние     | Примечания |
| --- | ------------------------------ | -------------------------------------------------------------- | ------------------- | ----------------- | ------------------ | --------- | ------------- | --- |
| 1   | Абакан                         | Абаканская детская железная дорога                             | -                   | 4,4               | 2                  | Кольцевая | -             | Нереализованный проект |
| 2   | Владикавказ                    | Малая Северо-Кавказская железная дорога имени В. В. Терешковой | 2 мая 1968          | 2,7               | 3                  | Кольцевая | Работает      | Одна из трёх станций закрыта |
| 3   | Волгоград                      | Малая Сталинградская железная дорога                           | 2 мая 1948          | 3,15              | 2                  | Линейная  | Демонтирована | Перенесена на новое место в 1978 году |
| 3а  | Волгоград                      | Приволжская детская железная дорога                            | 1979                | 1,2               | 3                  | Линейная  | Работает      | |
| 4   | Грозный                        | Грозненская детская железная дорога                            | -                   | 8                 | 3                  | Линейная  | -             | Нереализованный проект |
| 5   | Екатеринбург                   | Свердловская детская железная дорога имени Н. Островского      | 9 июля 1960         | 3,1               | 5                  | Смешанная | Работает      | Реконструирована в 2014—2016: добавлена новая станция; протяжённость трассы до реконструкции — 2,4 км |
| 6   | Иркутск                        | Детская Восточно-Сибирская железная дорога                     | 8 ноября 1939       | 4,1               | 3                  | Смешанная | Работает      | |
| 7   | Казань                         | Казанская детская железная дорога                              | 30 августа 2007     | 4,4               | 4                  | Линейная  | Работает      | |
| 8   | Кемерово                       | Кемеровская детская железная дорога                            | 12 октября 2007     | 3,8               | 3                  | Линейная  | Работает      | |
| 9   | Красноярск                     | Красноярская детская железная дорога                           | 1 августа 1936      | 1,3               | 2                  | Кольцевая | Работает      | Закольцована в 2008, до этого трасса была тупиковой, протяжённостью 1,1 км Ширина колеи — 508 мм |
| 10  | Кратово                        | Московская детская железная дорога                             | 2 мая 1937          | 4,962             | 2                  | Линейная  | Работает      | Была закрыта на период войны, 14 июня 1945 открыта снова. Довоенные характеристики — трасса 2,3 км, 2 станции |
| 11  | Курган                         | Курганская детская железная дорога                             | 13 августа 1989     | 1,5               | 2                  | Линейная  | Работает      | |
| 12  | Лиски                          | Малая Юго-Восточная железная дорога                            | 6 августа 1989      | 1,6               | 1                  | Кольцевая | Работает      | |
| 13  | Москва (парк Горького)         | Московская детская железная дорога                             | 1932                | 0,5               | 2                  | Линейная  | Демонтирована | Закрыта в 1939 году, была электрифицированной |
| 13а | Москва (Измайловский парк)     | Московская детская железная дорога                             | -                   | 11                | 7                  | Линейная  | -             | Нереализованный проект |
| 14  | Нижний Новгород                | Горьковская детская железная дорога имени М. Горького          | 8 ноября 1939       | 4,1               | 3                  | Линейная  | Работает      | Была закрыта на период войны, в 1946 открыта снова. В 1994 укорочена с 11,2 км до 4,1, количество станций уменьшилось на одну. |
| 15  | Новомосковск                   | Тульская детская железная дорога                               | 21 декабря 1953     | 2,7               | 1                  | Кольцевая | Работает      | «Косметически» реконструирована в 2010-2012 с закрытием движения |
| 16  | Новосибирск                    | Новосибирская детская железная дорога                          | 4 июля 2005         | 5,3               | 5                  | Линейная  | Работает      | Достроена в 2006 (старая протяжённость 2,6 км), прибавилось 2 станции |
| 17  | Оренбург                       | Оренбургская детская железная дорога                           | 26 июля 1953        | 5,8               | 4                  | Линейная  | Работает      | |
| 18  | Пенза                          | Пензенская детская железная дорога                             | 4 августа 1985      | 2,5               | 2                  | Смешанная | Не работает   | Закрыта на реконструкцию |
| 19  | Ростов-на-Дону                 | Ростовская детская железная дорога                             | 9 ноября 1940       | 4,45              | 3                  | Кольцевая | Работает      | |
| 20  | Санкт-Петербург                | Малая Октябрьская детская железная дорога                      | 27 августа 1948     | 2,1               | 2                  | Линейная  | Работает      | Несколько раз изменялась: в 1948 (при открытии) — 8,1 км / 3 станции, в 1965 — 3,1 / 3, в 1991 — 2,1 / 2, в 1999 — 6,3 / 5 и в 2001 — 2,1 / 2, в таком виде функционирует и по сей день. |
| 20а | Санкт-Петербург                | Малая Царскосельская детская железная дорога                   | 12 июля 2011        | 10,8              | 3                  | Линейная  | Работает      | |
| 21  | Свободный                      | Свободненская детская железная дорога                          | 4 августа 1940 года | 11,6              | 4                  | Линейная  | Работает      | Несколько раз изменялась: в 1940 (при открытии) — 4,1 км / 2 станции, в 1941 — 6,1 / 3, в 1950 — 10,5 / 4, после чего были пристроены пути депо и протяжённость стала 11,6 км. |
| 22  | Тюмень                         | Малая Тюменская детская железная дорога                        | 3 августа 1969      | 3,8               | 4                  | Линейная  | Работает      | |
| 23  | Ужур                           | Малая Ужурская электрожелезная дорога                          | 1951                | 0,6               | 2                  | Линейная  | Демонтирована | Закрыта не ранее 1969 года, по некоторым данным работала до 1980-х. |
| 24  | Уфа                            | Уфимская детская железная дорога                               | 10 мая 1953         | 1,8               | 2                  | Кольцевая | Работает      | |
| 25  | Хабаровск                      | Малая Дальневосточная железная дорога                          | 19 мая 1958         | 2,5               | 4                  | Линейная  | Работает      | Первоначально, в 1958 году, была кольцевой (трасса имела протяжённость 600 метров), позднее кольцо размыкается, протяжённость увеличивается до 3,3 км, а количество станций — до 4, затем станция Пионерская переносится на новое место, и в 1967 году протяжённость трассы становится 2,5 км. |
| 26  | Челябинск                      | Малая Южно-Уральская железная дорога                           | 31 августа 1949     | 5,8               | 6                  | Линейная  | Работает      | Была построена ещё в 1941, но открытию помешала война. После открытия в 1949, в 1953 убирается и достраивается, а в 1961 только достраивается по одной станции и протяжённость увеличивается до 2 и 4 километров соответственно. В 1995 из-за кризиса закрывается, но уже в 1997 — частично, и в 1998 — полностью возобновляет свою работу: восстановлены все существовавшие станции, построено три новых, таким образом, протяжённость становится 5,8 км, а количество станций возрастает до 6. |
| 27  | Чита                           | Малая Забайкальская железная дорога                            | 2 сентября 1971     | 3,75              | 3                  | Линейная  | Работает      | Первоначально представляла собой 3,5-километровую петлю с двумя станциями. В 1974 была перестроена и 11 августа открыта снова. Дорогу спрямили, теперь она проложена параллельно реке Чите, представляет собой участок длиной почти 4 километр с 3 станциями (двухкилометровый участок в садоводства и станция Комсомольская (позднее — Луговая) были снесены ради строительства автодороги (Ковыльная улица) в 2009 году).                                                                      |
| 28  | Шахты                          | Шахтинский детский трамвай                                     | 23 августа 1935     | 0,267             | неизвестно         | Кольцевой | Демонтирован  | Закрыт в середине ХХ века. Ширина колеи 1200 мм. |
| 29  | Южно-Сахалинск                 | Южно-Сахалинская детская железная дорога                       | 6 июня 1954         | 2,2               | 2                  | Кольцевая | Работает      | |
| 30  | Ярославль (берег Волги)        | Ярославская детская железная дорога                            | 9 мая 1946          | 5,5               | 3                  | Линейная  | Демонтирована | Закрыта в 1957-1958 годах |
| 30а | Ярославль (кольцо за ДКЖД)     | -                                                              | 1991                | 0,25              | 1                  | Кольцевая | Демонтирована | Закрыта в мае 2011 года. Была построена на средства ДК и использовалась воспитанниками технического кружка. Весь ПС был самодельным (мотовоз Дк-91 и два самодельных вагона) в силу нестандартной колеи 840 мм. |
| 30б | Ярославль (в Яковлевском бору) | Ярославская детская железная дорога                            | 17 апреля 1970      | 5,7               | 5                  | Линейная  | Работает      | В 2007—2008 произошла реконструкция, вследствие которой прибавилось 2 станции, а протяжённость увеличилась с 3,2 до 5,7 км |

Примечания к таблице. Курсивом выделены нереализованные проекты. Тип «линейная» означает наличие тупиковых станций по обоим концам дороги, «кольцевая» — закольцованность трассы, «смешанная» — наличие как тупиковой, так и закольцованных конечных станций. Рекомендуется смотреть таблицу со свёрнутым содержанием статьи.

## В странах СНГ

### Азербайджан

#### Закрытые
- Баку (10 августа 1947 — июнь 2009), длина — 1,57 км, см. Бакинская детская железная дорога
- Нахичевань (1978—2000), длина — предположительно, 0,7 км, см. Нахичеванская детская железная дорога

### Армения

#### Бывшие ДЖД, обслуживаются взрослыми
- Ереван (открыта 9 июля 1937, с 90-х годов обслуживается взрослыми), длина — 2,1 км, см. Ереванская детская железная дорога

#### Закрытые
- Гюмри (предположительно, 50-е годы — 7 декабря 1988), длина — около 2 км. См. Ленинаканская детская железная дорога

### Беларусь

#### Действующие
- Минск (открыта 9 июля 1955), длина — 4,5 км (полная), 3,79 км (главный путь). См. Детская железная дорога имени К. С. Заслонова

#### Закрытые
- Гомель (август 1936 — лето 1941, уничтожена в ходе войны и оккупации), длина — 0,3 — 0,5 км. См. Гомельская детская железная дорога

### Грузия

#### Бывшие ДЖД, обслуживаются взрослыми
- Тбилиси (открыта 24 июня 1935), длина — 1,2 км. С начала 90-х обучение юных железнодорожников прекращено. С 2010 по 2012 год не работала. См. Малая Закавказская железная дорога (Тбилиси)

#### Закрытые
- Поти (предположительно 1987—1990 или 1991), длина — около 3 км. См. Потийская детская железная дорога
- Рустави (1987 — девяностые годы), длина — около 5 км. См. Руставская детская железная дорога
- Хашури (1982 — ?), См. Хашурская детская железная дорога

### Казахстан

#### Действующие
- Караганда (1 мая 1957—2001, возрождена летом 2004 году как аттракцион, обслуживаемый взрослыми, с 2022 года снова обслуживается детьми); длина 5,1 км. См. Карагандинская детская железная дорога[1].
- Семей (5 августа 1979 — середина 1990-х), длина 4-4,5 км. В 2024 года восстановили. См. Детская железная дорога в Семее[2][3].

#### Бывшие ДЖД, обслуживаются взрослыми
- Алма-Ата (13 сентября 1952 — 20 июля 1997, с 1999 действует как аттракцион, обслуживаемый взрослыми), длина 1,47 км (полная), 1,24 км (главного пути). См. Алматинская детская железная дорога.

#### Закрытые
- Актобе (открыта 6 августа 1989, точная дата закрытия неизвестна, к 2001 году дорога уже не работала). См. Актюбинская детская железная дорога
- Аркалык (открыта не позднее 1986, закрыта, по разным данным, в 1988, 1990 или 1993 году), длина — 3,2 км. См. Аркалыкская детская железная дорога
- Астана (9 июня 1946 — апрель 2002), 1,71 км. См. Малая Целинная детская железная дорога
- Атбасар (открыта в ноябре 1979, ещё действовала в 1991, точная дата закрытия неизвестна, в 2002 году дороги уже не было). См. Атбасарская детская железная дорога
- Жезказган (1983 или 1984 — не позднее 1987), длина — 3,5-4 км. См. Жезкаганская детская железная дорога
- Кокшетау (1978—1996), длина 1,8 км. См. Кокчетавская детская железная дорога
- Костанай (7 октября 1978 — разобрана в 2000 после того, как паводок серьёзно повредил дорогу), длина 3 км. См. Костанайская детская железная дорога
- Павлодар (1979—2008, с 2001—2003 обслуживалась взрослыми), длина 2,5 км (ранее — 2,7 км). См. Павлодарская детская железная дорога имени Героя Советского Союза Канаша Камзина
- Шымкент (май 1980 – 2016), длина — около 6 км. См. Шымкентская детская железная дорога[нем.][4]
- Щучинск (1 июня 1979 — разобрана в 1998—1999 годах). См. Щучинская детская железная дорога
- Экибастуз (точное время открытия неизвестно, закрыта в 2001, после того, как сгорел ангар с единственным тепловозом). См. Экибастузская детская железная дорога

### Туркменистан

#### Бывшие ДЖД, обслуживаются взрослыми
- Ашхабад (открыта в 1941, закрыта в 1942 из-за войны, далее открыта в 1987, закрыта в середине 90-х, снова открыта 2 сентября 2007). См. Ашхабадская детская железная дорога

### Узбекистан

#### Действующие
- Бекабад Построена в 2018 году в парке Ёшлар (Молодёжи). Работает ли уже, в каком качестве и кем обслуживается - неизвестно [5]

#### Бывшие ДЖД, обслуживаются взрослыми
- Ташкент (открыта 4 августа 1940), длина 1.6км. См. Филиал детской железной дороги в Ташкентском музее железнодорожной техники

#### Закрытые
- Джизак (открыта в 1976 или 1986, по данным разных источников, прекратила действовать в начале девяностых, заново открылась в летом 2004, действовала как аттракцион, обслуживаемый взрослыми), длина 2 км. Предположительно, с 2007 года не действует.[6] См. Джизакская детская железная дорога
- Коканд (старая дорога, открыта в 1958, в 1989 году ДЖД сильно пострадала в ходе военных действий, не восстановлена), длина 1,5 км. См. Кокандская детская железная дорога
- Коканд (новая дорога), построена в 2008 году на южной окраине города, не имеет отношения к старой детской железной дороге. Длина 1,5 км. Готовилась к открытию в 2009 году, но никогда не была открыта, и вскоре была разобрана.
- Ташкент (5 августа 1940 — 18 сентября 2017), длина 1,7 км. См. Ташкентская детская железная дорога[7]

### Украина

#### Действующие
- Днепр (открыта 6 июля 1936), длина 1,6 км. См. Днепровская детская железная дорога
- Донецк (новая ДЖД) (19 мая 1972), длина 2,1 км. См. Малая Донецкая железная дорога имени В. В. Приклонского
- Запорожье (открыта 19 мая 1972), длина 8,6 (длина главного пути), 9,4 км (полная эксплуатационная длина). См. Запорожская детская железная дорога
- Киев (открыта 2 августа 1953), длина 2,8 км. См. Малая Юго-Западная железная дорога
- Львов (открыта 18 мая 1951), длина 1,2 км. См. Львовская детская железная дорога
- Ровно (открыта 9 мая 1949), длина 2 км (главный путь), 2,5 км (полная длина). См. Ровенская детская железная дорога
- Ужгород (открыта 3 августа 1947), длина 1,1 км. С 2010 по август 2016 не работала. См. Ужгородская детская железная дорога
- Харьков (открыта 8 ноября 1940, закрылась в начале войны, восстановлена 5 августа 1945), длина 3,6 км. См. Малая Южная железная дорога

#### Закрытые
- Алчевск (19 мая 1967—1992), длина 1,467 км.
- Донецк (старая ДЖД) (24 ноября 1936 — лето 1941, прекратила существование в связи с войной), длина 2,9 км. См. Детская железная дорога имени Кирова
- Евпатория (5 июня 1988 — ноябрь 1991), длина 4,6 км. См. Евпаторийская детская железная дорога
- Конотоп (открыта в 1967, точная дата закрытия неизвестна), длина 2 км.
- Луцк (8 ноября 1954 — 15 декабря 2020), длина 1,5 км. См. Луцкая детская железная дорога
- Макеевка (21 мая 1972—2002), длина 1,35 км. См. Макеевская детская железная дорога
- Мелитополь (1937—1941), длина 3,2 км. См. Мелитопольская детская железная дорога имени Лазаря Кагановича
- Одесса (1956—1960 или 1963), длина 520 метров. Уникальный детский трамвай. Прямого отношения к ДЖД не имел, но был к ним очень близок. См. Одесский детский трамвай

#### Неосуществлённые проекты
- Винница (проектировалась в 1979, вокруг озера Вишенка, было построено земляное полотно,часть пути, станция и фрагмент автомобильного моста) — длина пути 4,5 км
- Кривой Рог (строилась в конце восьмидесятых. Был построен один тоннель и небольшой отрезок пути), длина — 3-5 км[8].

## В странах Евросоюза

### Болгария
- Пловдив (открыта 23 сентября 1979, закрыта 1989, реконструирована и открыта снова 2007, длина до реконструкции — 900 м, после реконструкции — 1090 м, колея — 600 мм) (см. Детская железная дорога в Пловдиве)
- Кырджали (открыта 30 сентября 1962, закрыта в конце 90-х. Снова открыта 7 сентября 2006, длина 1,21 км) (см. Детская железная дорога в Кырджали)

### Венгрия
- Будапешт (открыта 31 июля 1948), длина 11,2 км, колея 760 мм — см. Детская железная дорога в Будапеште (работает)
- Кишмарош (работает)

### Германия
- Берлин (открыта 10 июня 1956 года, колея 600 мм, длина 7,5 км) — см. Берлинская детская железная дорога
- Бернбург (открыта 1 июня 1961 года, колея 600 мм, длина 1,9 км) — см. Парковая железная дорога в Бернбурге
- Ваттероде (открыта 3 июля 1967 года, колея 500 мм, длина 1,3 км) — см. Детская железная дорога в Ваттероде
- Гера (открыта 6 сентября 1975 года, колея 600 мм, длина 0,8 км) — см. Детская железная дорога в Гере
- Гёрлиц (открыта 1 июня 1976 года, колея 600 мм) — см. Детская железная дорога Гёрлиц
- Дрезден (открыта 1 июня 1950 года, колея 381 мм, длина 5,6 км) — см. Детская железная дорога в Дрездене[9]
- Криспендорф (открыта около 1954 года, колея 600 мм, длина 1,485 км)
- Котбус (открыта 1 июня 1954 года, колея 600 мм, длина 3,2 км) — см. Детская железная дорога в Котбусе
- Лауххаммер (открыта 7 июля 1955 года, колея 500 мм, длина 1 км, с 1970 года обслуживается взрослыми)
- Лейпциг (открыта 5 августа 1951 года, колея 381 мм, длина 1,9 км) — см. Детская железная дорога в Лейпциге
- Магдебург (открыта 14 августа 1955 года, колея 600 мм, длина 2,2 км — закрыта в конце 1967 года) — см. Детская железная дорога в Магдебурге
- Плауэн (открыта 7 октября 1959 года, колея 600 мм, длина 1,1 км) — см. Детская железная дорога в Плауэне
- Франкфурт-на-Майне — см. Детский трамвай Франкфурта-на-Майне
- Халле (Заале) (открыта 1 июня 1950 года, колея 381 мм, длина 5,6 км) — см. Детская железная дорога в Халле
- Хемниц (быв. Карл-Маркс-Штадт) (открыта 13 июня 1954 года, колея 600 мм, длина 2,3 км) — см. Детская железная дорога в Хемнице

### Латвия
- Рига (22 июля 1956 — май 1997), длина 2,1 км. Закрыта. См. Рижская детская железная дорога

### Литва
- Игналина. Действующая (открыта летом 2006)
- Аникщяй — Рубикяй[англ.] (открыта в августе 1988, с 1992 действует как туристическая железная дорога, обслуживаемая взрослыми), колея 750 мм, длина 12 км. См. Аникщяйско-Рубикяйская детская железная дорога
- Вильнюс (4 августа 1946 — не позднее 1988), колея 750 мм, длина 1,6 км. Закрыта. См. Вильнюсская детская железная дорога

### Польша
- Познань — парковая железная дорога «Мальтанка», с 1972 года обслуживается работниками познанского городского транспортного управления.

### Словакия
- Кошице (работает, открыта в 1956 году), длина 4,2 км, колея 1000 мм — см. Кошицкая детская железная дорога
- Прешов (17.06.1961-1969, закрыта), длина 11,3 км, колея 760 мм — см. Прешовская пионерская (детская) железная дорога

### Словения
- Любляна (13.03.1948-03.1954, закрыта), длина 3,819 км, колея 760 мм — см. Любляна пионерская (детская) железная дорога

### Чехия
(все закрыты)
- Богумин (конец 50-х — конец 60-х), длина 1 км, колея 600 мм.
- Карвина длина 1 км (кольцевая) Небольшая кольцевая дорога на окраине города.
- Нимбурк (1954—1966), длина 0,5 км (кольцевая), колея 600 мм — см. Детская (пионерская) железная дорога в Нимбурке
- Пионерске над Огржи, район Карловых Вар (1952 — конец 70-х), длина 2 км (кольцевая), колея 600 мм — см. Детская железная дорога в Сватошских скалах
- Пльзень (1959—1976), длина 2,3 км, колея 760 мм, была электрифицирована — см. Детская (пионерская) железная дорога (Пльзень)
- Прага (1951 — 1954), длина сначала 1500 м, потом 700 м, колея 600 мм. Находилась в зоопарке Троя, сначала пролегала до 52 пражской выставки.[10]
- Опава (16.09.1951—09.06.1957), длина 0,75 км (кольцевая), колея 1000 мм — см. Детская (пионерская) железная дорога (Опава)
- Острава (1958—1968), длина 1 км (петлевая), колея 600 мм, была электрифицирована — см. Детская (пионерская) железная дорога в Остраве. Находилась на берегу реки в центре города, имелся небольшой туннель.
- Рихнов-над-Кнежноу. Судя по фотографии, на дороге использовались 2 самодельных открытых вагона, колея была 760 мм, дорога находилась в парке отдыха.
- Ческе Будейовице (1958—01.05.1969), длина 1 км (кольцевая), колея 600 мм. Находилась на окраине города в парке «У длоуге лоуце» (У большого луга), возле автокемпинга. Была закрыта «временно» с целью строительства водопровода, но после так и не была восстановлена.

### Эстония
- Пионерлагерь рядом с Вяана-Йыесуу (Vääna-Jõesuu). Ширина колеи 750 мм. В 1974 в пионерлагерь был завезён подвижной состав. Был построен участок пути в 90 метров. ДЖД не была построена, подвижной состав стоял на путях до 1990 года, выполняя роль импровизированного музея, после чего часть подвижного состава была вывезена в музей, часть — утрачена.
- Кохтла-Ярве (пробные поездки в 1975 году, дальше дела не пошли). Ширина колеи 750 мм, длина 5-6 км. Трасса ДЖД была совмещена с существующим путём ширококолейной дороги. Так как по этой дороге ходили поезда, проект ДЖД был отвергнут из соображений безопасности.

## В других частях света

### Китай
- Бокту (открыта 1 июня 1952)[источник не указан 770 дней]
- Харбин (открыта 1 июня 1956) — действует, протяжённость трассы 2 километра, кольцевая

### Куба
(обе действуют)
- Гавана — в парке им. Ленина
- Камагуэй — в парке им. Сьенфуэгоса

### Монголия
- Дархан — открыта 17 октября 2021, длина 2,1 км, колея 750 мм, в сентябре 2021 года отгружен подвижной состав[11][12][13]